# Ryu Hwa-young
Ryu Hwa-young (hangul: 류화영, hanja: 柳和榮, RR: Ryu Hwa-yeong; Gwangju, 22 de abril de 1993), también conocida simplemente como Hwayoung, es una cantante, rapera, actriz y compositora surcoreana y exintegrante del grupo T-ara.

## Biografía
Su hermana gemela es la actriz y cantante Ryu Hyo-young, también tiene una hermana menor.
Estudió en la Universidad de Kyung Hee (en inglés "Kyung Hee University") con una especialización en teatro.
Hwayoung salió con LJ.

## Carrera
Es miembro de la agencia "Imagine Asia", previamente había sido miembro de "MBK Entertainment", cuyo contrato finalizó en 2012.
Ha aparecido en sesiones fotográficas para "Ceci", "@star1", "International bnt", "Grazia", "Esquire", entre otros...
En 2010 se unió como miembro del grupo surcoreano T-ara donde fue la rapera principal, hasta su salida en 2012.
En 2014 se unió a la serie A Mother’s Choice donde dio vida a la estudiante Seo Hyun-ah.
En diciembre del mismo año participó como DJ en el "2014 Miller Countdown Party" junto a DJ Koo, Park Myung-soo y TATA.
En enero del 2015 hizo su debut en la película Love Forecast donde interpretó a Hee-jin. 
Ese mismo año se unió al sitcom Ok's Family donde interpretó a Han Ok.
En mayo del mismo año se unió al elenco de la serie Ex-Girlfriend Club donde dio vida a la actriz Goo Geun-hyung alias "Rara", una de las exnovias del escritor Bang Myung-soo (Byun Yo-han), hasta el final de la serie en junio del mismo año.
En 2016 se unió a la serie Drama Special – Disqualified Laughter donde dio vida a la estricta Shin Na-ra, una presentadora y pronosticadora del clima.
El 22 de julio del 2016 se unió al elenco principal de la serie Age of Youth (también conocida como "Hello, My Twenties!") donde interpretó a Kang Yi-na, hasta el final de la serie en agosto del 2016. Hwa-young hizo una aparición especial durante la segunda temporada de la serie en 2017.
Ese mismo año apareció en el cuarto episodio de la exitosa serie Descendants of the Sun donde dio vida a la exnovia del soldado Seo Dae-young (Jin Goo).
También apareció en la serie Please Come Back, Mister donde interpretó a Wang Joo-yeon, una joven actriz que odia a Song Yi-yeon (Lee Ha-nui).
En enero del 2017 se unió al elenco principal del web-drama Traces of Hand donde dio vida a Park Min-young, hasta el final en marzo del mismo año.
Ese mismo mes se unió al elenco de la serie My Father is Strange donde interpretó a Byun Ra-young, la hija más joven de Byun Han-soo (Kim Yeong-cheol) y Na Young-shil (Kim Hae-sook), hermana menor de Byun Joon-young (Min Jin-woong), Byun Hye-young (Lee Yoo-ri) y Byun Mi-young (Jung So-min), y novia del entrenador Park Chul-soo (Ahn Hyo-seop), hasta el final en agosto del mismo año.
En octubre del mismo año se unió al elenco principal de la serie Mad Dog donde interpreta a la atractiva Jang Ha-ri, una ex-gimnasta que se une al equipo encargado de investigar fraudes  de seguros "Mad Dog".
En julio del 2018 se anunció que se había unido al elenco recurrente de la serie The Beauty Inside donde dará vida a Chae Yoo-ri, una actriz y rival de Han Se-gye (Seo Hyun-jin).

## Filmografía

### Series de televisión
| Año  | Título                                | Personaje            | Notas                                   |
| ---- | ------------------------------------- | -------------------- | --------------------------------------- |
| 2021 | Love Scene Number                     | Ban-ya               | [ 27 ]                                  |
| 2018 | The Beauty Inside                     | Chae Yoo-ri          |                                         |
| 2017 | Mad Dog                               | Jang Ha-ri           | 16 episodios                            |
| 2017 | Traces of Hand                        | Park Min-young       | 17 episodios                            |
| 2017 | My Father is Strange                  | Byun Ra-young        | 52 episodios                            |
| 2017 | Age of Youth 2                        | Kang Yi-na           | (ep. #1, 10, 14) - (aparición especial) |
| 2016 | Age of Youth                          | Kang Yi-na           | 12 episodios                            |
| 2016 | Drama Special – Disqualified Laughter | Shin Na-ra           | ep. #1                                  |
| 2016 | Descendants of the Sun                | exnovia de Dae-young | ep. #4                                  |
| 2016 | Please Come Back, Mister              | Wang Joo-yeon        | -                                       |
| 2015 | Ex-Girlfriend Club                    | Rara                 | 12 episodios                            |
| 2015 | Ok's Family                           | Han Ok               | 2 episodios                             |
| 2014 | A Mother’s Choice                     | Seo Hyun-ah          | 2 episodios                             |

### Películas
| Año  | Título        | Personaje | Notas                                                                              |
| ---- | ------------- | --------- | ---------------------------------------------------------------------------------- |
| 2015 | Love Forecast | Hee-jin   | junto a Lee Seung-gi, Moon Chae-won, Lee Seo-jin, Jung Joon-young, Go Yoon y Lizzy |

### Programas de televisión
| Año  | Título              | Notas                                       |
| ---- | ------------------- | ------------------------------------------- |
| 2020 | King of Mask Singer | (ep. #279) - concursó como "Oriental Stork" |
| 2017 | Taxi                | junto a Ryu Hyo-young - invitada            |
| 2010 | Star King           | junto a Ryu Hyo-young - invitada            |

### Videos musicales
| Año  | Cantante | Canción               | Notas                        |
| ---- | -------- | --------------------- | ---------------------------- |
| 2014 | Zia      | "Have You Ever Cried" | apareció en el video musical |
| 2012 | SPEED    | "Lovey Dovey Plus"    | apareció en el video musical |

### Anuncios
| Año  | Título   | Notas                  |
| ---- | -------- | ---------------------- |
| 2014 | G Market | apareció en el anuncio |

## Discografía
| Año  | Intérprete(s)                   | Canción       | Notas |
| ---- | ------------------------------- | ------------- | ----- |
| 2010 | Untouchable feat. Ryu Hwa-young | "Tell Me Why" |       |

## Premios y nominaciones
| Año  | Categoría        | Premio          | Series                         | Resultado |
| ---- | ---------------- | --------------- | ------------------------------ | --------- |
| 2017 | Best New Actress | KBS Drama Award | My Father is Strange y Mad Dog | Ganadora  |